# Система рицурё
Систе́ма рицурё (яп. 律令制 рицурё:-сэй, «система уголовного и гражданского права» или «правовая система») — политико-правовая и социально-экономическая система централизированного японского государства VII—XI веков, которая базировалась на уголовном (яп. 律 рицу) и гражданском (яп. 令 рё:) праве, определённом древнеяпонскими кодексами Тайхо, Ёро и другими законодательными и подзаконными актами. Была заимствована из систем соседних китайских империй Суй и Тан и внедрена в ходе реформ Тайка.

## История
Система рицурё предусматривала наличие центрального управленческого аппарата государства, в основе которого было два управления (яп. 二官, никан) и восемь министерств (яп. 八省, хассё:), а также существование чёткого административно-территориального деления страны на провинции (яп. 国, куни), уезды (яп. 郡, ко: ри) и сёла (яп. 里, сато). Система базировалась на превалировании государственной собственности над частной, благодаря чему обеспечивался тотальный контроль государственных чиновников над землями и населением. Последнее делилось на две большие категории: свободный «добрый народ» рёмин и зависимый «подлый народ» сэммин. Представители первой категории наделялись государственной землёй на одно поколение, за что были обязаны платить налоги и отрабатывать повинности в пользу центрального и регионального правительств.
Система рицурё пришла в упадок в IX—X веках в связи с кризисом государственной экономики и неконтролируемым ростом частного аристократического и храмового землевладения — сёэнов.
Японию времён эффективного существования системы рицурё называют «государством права» или «правовым государством» (яп. 律令国家, рицурё: кокка).

## Кодексы
- Кодекс Тайхо (701 год, 大宝律令)
- Кодекс Ёро (752 год, 養老律令)

## Налоги
- Со (яп. 租)
- Ё (яп. 庸)
- Тё (яп. 調)